# Данио
Даниото, известно още като Риба зебра (Danio rerio), е вид тропическа сладководна риба от семейство Шаранови.

## Разпространение
Видът е разпространен в потоците на югоизточния хималайски район, и се среща в някои части на Индия, Пакистан, Бангладеш, Непал и Бирма.

## Описание
Рибата зебра има сребристо или златисто оцветяване, и от главата до опашната перка е покрита с ярки синьо-лилави линии. Тялото ѝ има вретеновидна форма и е странично сплескано, като устата ѝ е насочена нагоре. Мъжките имат златисти ивици и са по-тънки от женските, които имат по-голям и белезникав корем, и сребърни ивици вместо златисти. На дължина израстват до 6,4 cm, въпреки че в плен рядко достигат 4 cm. Продължителността на живота им в плен е около две-три години, а в естествена среда – до пет години.
При отглеждане в аквариум е добре да се знае, че най-добрата температура на водата за тези рибки е 22-24 градуса. Женската може да се размножава до 6 пъти в годината.

## Вариации
Леопардовото данио (Danio rerio var. frankei) е една от най-широко разпространените разновидности от род Данио. За първи път е описана от Херман Майнке през 1963 г., като Danio frankei. Произходът ѝ е все още неизвестен, въпреки че скорошни проучвания показват, че това е най-вероятно мутантен щам на рибата зебра (B. rerio).
Леопардовото данио не е открито свободно в природата. На дължина достига до 5 cm. Тялото му е оцветено основно в сиво-бяло до златисто, с многочислени тъмни петънца, които към опашката могат да образуват надлъжна ивица. Перките са жълтеникави, и могат да бъдат със ситни тъмни петна. Женските са оцветени значително по-светло от мъжките.